# 比拉斯布爾 (切蒂斯格爾邦)
比拉斯布爾是印度的城市，由恰蒂斯加爾邦負責管轄，位於該國東部，距離首府賴布爾111公里，面積345.76平方公里，海拔高度262米，每年平均降雨量1,320毫米，2011年人口330,106。

## 外部連結
- Welcome to Bilaspur
- Information on Bilaspur, Chhattisgarh, India （页面存档备份，存于）
- Map of Bilaspur, Chhattisgarh
- Trains Passing Through Bilaspur （页面存档备份，存于）